# Shawna Sapergia
Shawna Sapergia (* 6. Januar 1975) ist eine kanadische Westernreiterin.

## Werdegang
Als Tochter von Vernon Sapergia und einer der besten Reining-Familien Kanadas, reitet Shawna Sapergia seit ihrer Kindheit.
Sapergia startete sowohl in Trail und Barrel-Prüfungen, als auch in Pleasure und Showmanship. Inzwischen startet sie ausschließlich in Reining-Prüfungen.
Bei den Weltmeisterschaften 2002 in Jerez de la Frontera erreicht sie mit Pretty Much Eagle den dritten Platz.
In der Equipe mit François Gauthier, Jason Grimshaw, und Patrice St-Onge gewann sie die Silbermedaille.
Bei den Weltmeisterschaften 2010 in Lexington (Kentucky) belegte sie auf This chics on top im Team mit Duane Latimer im Reining den fünften Platz.

## Privates
Sapergia lebt in Cochrane, in der Provinz Alberta. Sie ist mit dem Tierarzt Mike Scott verheiratet, mit dem sie einen Sohn hat.

## Pferde (Auszug)
- This chics on top (* 2003), Braune Stute, Vater: Smart Chic Olena, der von der AQHA Hall of Fame-Stute Poco Lena abstammt, Muttervater: Topsail Whiz